# Szwedzka bibliografia narodowa

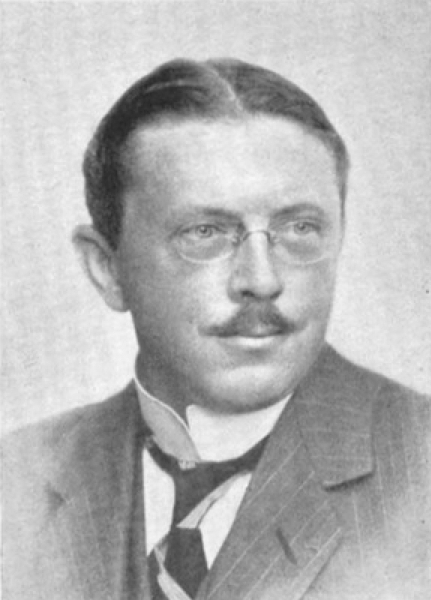
Samuel Ebbe Bring

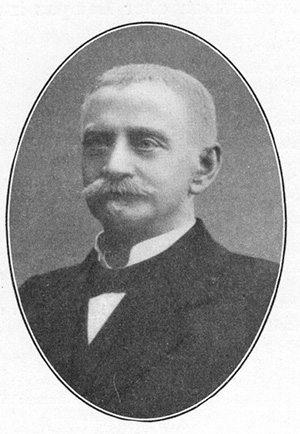
Bernhard Lundstedt

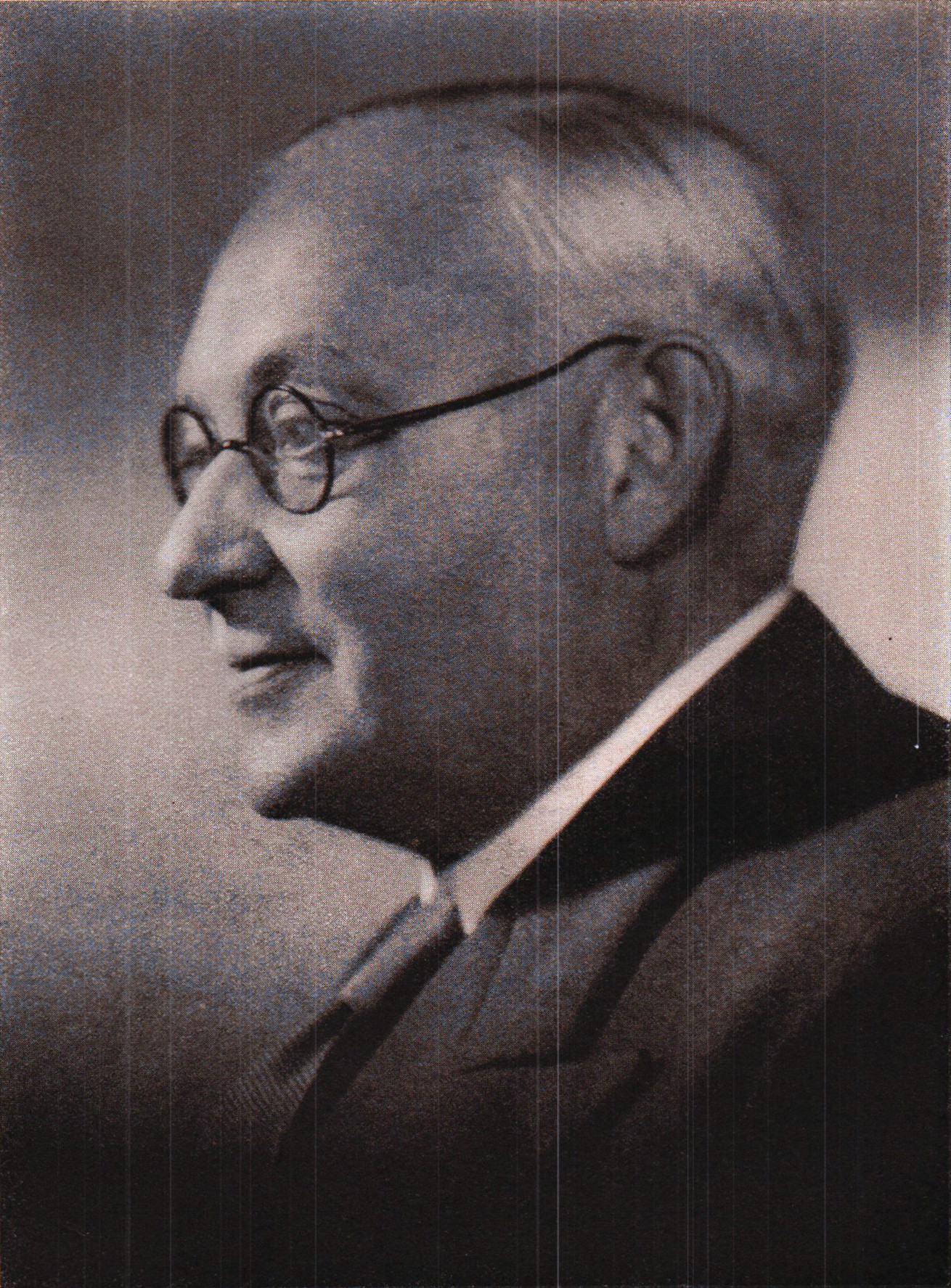
Isak Collijn

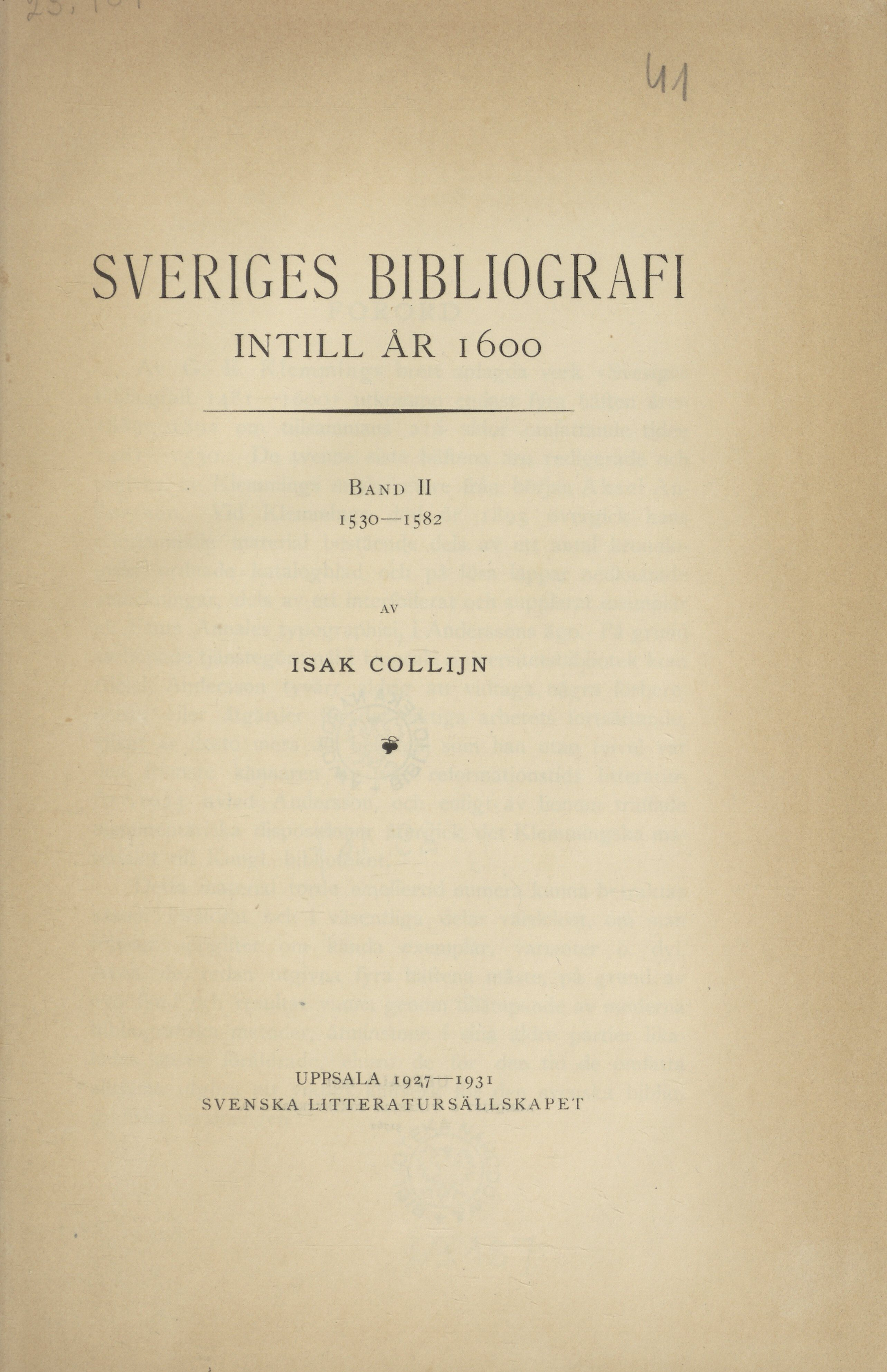
Sveriges bibliografi intill år 1600, strona tytułowa tomu II

Szwedzka bibliografia narodowa (szw. Svenska nationalbibliografin) – bibliografia narodowa Szwecji, bieżąca bibliografia była publikowana regularnie od 1861 roku, współcześnie jest dostępna online w postaci bazy danych w katalogu LIBRIS, jej opracowywaniem zajmuje się Biblioteka Królewska w Sztokholmie.

## Historia